# Giải FFCC cho đạo diễn xuất sắc nhất
Giải FFCC cho đạo diễn xuất sắc nhất là một trong các giải của FFCC dành cho đạo diễn của một phim, được bầu chọn là xuất sắc nhất. Giải này được lập từ năm 1996.

## Các người đoạt giải

### Thập niên 1990
| Năm  | Đạo diễn      | Phim              |
| ---- | ------------- | ----------------- |
| 1996 | Joel Coen     | Fargo             |
| 1997 | Curtis Hanson | L.A. Confidential |
| 1998 | Peter Weir    | The Truman Show   |
| 1999 | Sam Mendes    | American Beauty   |

### Thập niên 2000
| Năm  | Đạo diễn          | Phim                                              |
| ---- | ----------------- | ------------------------------------------------- |
| 2000 | Steven Soderbergh | Erin Brockovich                                   |
| 2000 | Steven Soderbergh | Traffic                                           |
| 2001 | Peter Jackson     | The Lord of the Rings: The Fellowship of the Ring |
| 2002 | Martin Scorsese   | Gangs of New York                                 |
| 2003 | Peter Jackson     | The Lord of the Rings: The Return of the King     |
| 2004 | Alexander Payne   | Sideways                                          |
| 2005 | Ang Lee           | Brokeback Mountain                                |
| 2006 | Martin Scorsese   | The Departed                                      |
| 2007 | Ethan & Joel Coen | No Country for Old Men                            |
| 2008 | Danny Boyle       | Slumdog Millionaire                               |

Bản mẫu:FFCC Awards Chron